# Achelia lagena
Achelia lagena là một loài nhện biển trong họ Ammotheidae. Loài này thuộc chi Achelia. Achelia lagena được miêu tả khoa học năm 1994 bởi Child.